# Sensbachtal
Sensbachtal – dzielnica miasta Oberzent w Niemczech, w kraju związkowym Hesja, w rejencji Darmstadt, w powiecie Odenwald. Do 31 grudnia 2017 gmina, następnego dnia połączona z miastem Beerfelden oraz gminami Rothenberg oraz Hesseneck. 30 grudnia 2015 jako gmina liczyła 944 mieszkańców.
Do 31 grudnia 2017 była drugą z najmniej zaludnionych gmin kraju związkowego Hesja. Leży na malowniczych terenach górskich. Niemal idealna pod względem turystyczno-rekreacyjnym. 